# 三塊厝 (彰化縣埤頭鄉)
三塊厝，是臺灣彰化縣埤頭鄉的一個傳統地域名稱，位於該鄉中部偏南地帶。相較於今日行政區，其範圍大致包括芙朝村西半部、崙腳村東南部和平路以西地帶。

## 歷史
台灣清治末期至日治初期，三塊厝地區為一街庄，稱為「三塊厝庄」，隸屬於東螺西堡。該庄北與連交厝庄為鄰，東與牛稠仔庄為鄰，南邊為斗六甲庄，西邊為大湖厝庄。
1901年（日治明治三十四年）11月，全台廢縣廳改設二十廳，該庄隸屬於彰化廳。1903年（明治三十六年）6月，該庄編入「小埔心區」，隸屬於彰化廳。1909年（明治四十二年）10月，合併二十廳為十二廳，小埔心區改隸屬於臺中廳。1920年（大正九年），廢廳、支廳、區、街庄（舊制）改設州、郡、街庄（新制）、大字，該庄改制為「三塊厝」大字，隸屬於臺中州北斗郡埤頭庄。
戰後埤頭庄改制為埤頭鄉，隸屬於臺中縣，大字亦改制為村。1950年10月，中、彰、投分治，埤頭鄉改隸屬彰化縣。

## 聚落
本地區的主聚落三塊厝位於東部近邊界地帶中央偏南。

## 交通
省道台19線（東環路二段）又稱「中央公路」，是彰化至台南永康的幹道，其繞過埤頭市區的東側外環道大致先以東北微北—西南微南走向經過本地區北部東側凸出部分的西北部，再以東北東—西南西走向繞大彎轉東微北—西微南走向經過本地區西北部。由該道路東北段向東北微北繞大彎轉西北再轉北北東可前往溪湖、埔鹽、福興東南端、秀水等地，向西微南繞大彎轉西微北再轉西南可前往竹塘、二崙、崙背、土庫西北端、褒忠等地。
縣道145號（彰水路二段）是埤頭至六腳鄉港尾寮的道路，大致以北微東—南微西走向經過本地區西部邊界外緣及西南部凸出部分，並與省道台19線交會。由該道路向北微東可前往埤頭市區並止於縣道150號路口，向南微西轉南南東再轉南南西可前往西螺、虎尾、土庫、元長等地。
鄉道彰183線（和平路）是連交厝至瓦厝的道路，大致以北北西—南南東走向轉西北—東南走向經過本地區東北部邊界地帶。由該道路向北北西轉西北可經省道台19線外環路口後可前往連交厝並止於鄉道彰152線路口，向東南可前往牛稠子、新庄子、國道1號高架橋下及其兩側之北斗交流道溪州連絡道路口、新庄子與溪州交界地帶並止於縣道152號路口。
鄉道彰185線（嘉興路）是芙朝至路口厝的道路，大致以北北東—南南西走向經過本地區東南部邊界地帶。由該道路向北北東可前往牛稠子並止於鄉道彰183線路口，向南南西可前往斗六甲、斗六甲與路口厝交界地帶、路口厝並止於縣道152號路口。